# Phyllis Somerville
Phyllis Somerville (Iowa City, 12 december 1943 – New York, 16 juli 2020) was een Amerikaanse actrice.

## Filmografie

### Films
- 2019 Poms - als Helen
- 2018 Diane - als Ina
- 2017 Our Souls at Night - als Ruth
- 2016 One Fall - als mrs. Barrows
- 2016 Detours - als Annie Delaney
- 2015 Stuff - als Ginger
- 2015 3rd Street Blackout - als Susan Sussman
- 2013 The Double – als moeder van Simon
- 2013 Stoker – als mrs. McGarrick
- 2012 Surviving Family – als Mary Giaccone
- 2012 Forgetting the Girl – als Ruby
- 2011 A Bird of the Air – als Ivy Campbell
- 2011 One Fall – als mrs. Barrows
- 2010 Weakness – als Lenore
- 2009 The Mighty Macs – als zuster zuster
- 2008 The Curious Case of Benjamin Button – als oma Fuller
- 2008 Capers – als Connie
- 2008 Restless – als Sheila
- 2007 If I Didn't Care – als Daisy
- 2007 Lucky You – als pandjesbaas
- 2007 Broken English – als psychiater
- 2006 Little Children – als May McGorvey
- 2006 Just Like the Son – als rechter
- 2005 Dumped! – als tante Lorraine
- 2004 Messengers – als vrouw met metaaldetector
- 2002 Swimfan – als tante Gretchen Christopher
- 2001 Revolution 9 – als rechter Hathaway
- 2001 The Sleepy Time Gal – als adoptiemoeder van Rebecca
- 1999 Bringing Out the Dead – als mrs. Burke
- 1999 Simply Irresistible – als Ruth
- 1998 Better Living – als Nellie
- 1998 Curtain Call – als Gladys
- 1998 Above Freezing – als Vivian
- 1998 The Impostors – als vrouw aan bar met Pills
- 1998 Montana – als serveerster
- 1997 Trouble on the Corner – als gekke vrouw
- 1992 Leap of Faith – als Dolores
- 1981 Arthur – als verkoopster

### Televisieseries
Uitgezonderd eenmalige gastrollen.
- 2020 Mare of Easttown - als Betty Carroll - 4 afl.
- 2016 - 2017 Outsiders - als Lady Ray - 13 afl.
- 2015 Daredevil - als mrs. Vistain - 2 afl.
- 2010 – 2013 The Big C – als Marlene – 19 afl.
- 2007 Kidnapped – als Annie Phillips – 3 afl.
- 1998 Guiding Light – als mevr. Beasley - ? afl.
- 1997 – 1998 One Life to Live – als Charlotte Stonecliff - ? afl.
- 1995 – 1996 NYPD Blue – als Dorothy Russell – 2 afl.

## Theaterwerk opBroadway
- 2018 - heden To Kill a Mockingbird - als mrs. Henry DuBose
- 1983 – 1984 Night Mother – als Jessie Cates
- 1978 Once in a Lifetime – als mevr. Chasen
- 1974 – 1975 Over Here – als Wilma

- Gemeinsame Normdatei: 1061264424
- International Standard Name Identifier: 0000 0004 5310 3687
- Library of Congress Control Number: no2002092236
- Virtual International Authority File: 311605465
- WorldCat: E39PBJr7VP4cthq97H9fxjXmVC